# Mitsubishi i-MiEV
Mitsubishi i MiEV (MiEV скорочення від Mitsubishi innovative Electric Vehicle - інноваційний електромобіль Mitsubishi) — п'ятидверний електромобіль в кузові хетчбек виробництва Mitsubishi Motors.
Продажі i-Miev в Японії для обмеженого числа покупців стартували в липні 2009 року, а 1 квітня 2010 року почалися публічні продажі. В Європі продажі стартували в грудні 2010 року.
На європейському ринку представлені аналогічні моделі під назвою Citroën C-ZERO і Peugeot iOn.

## Опис

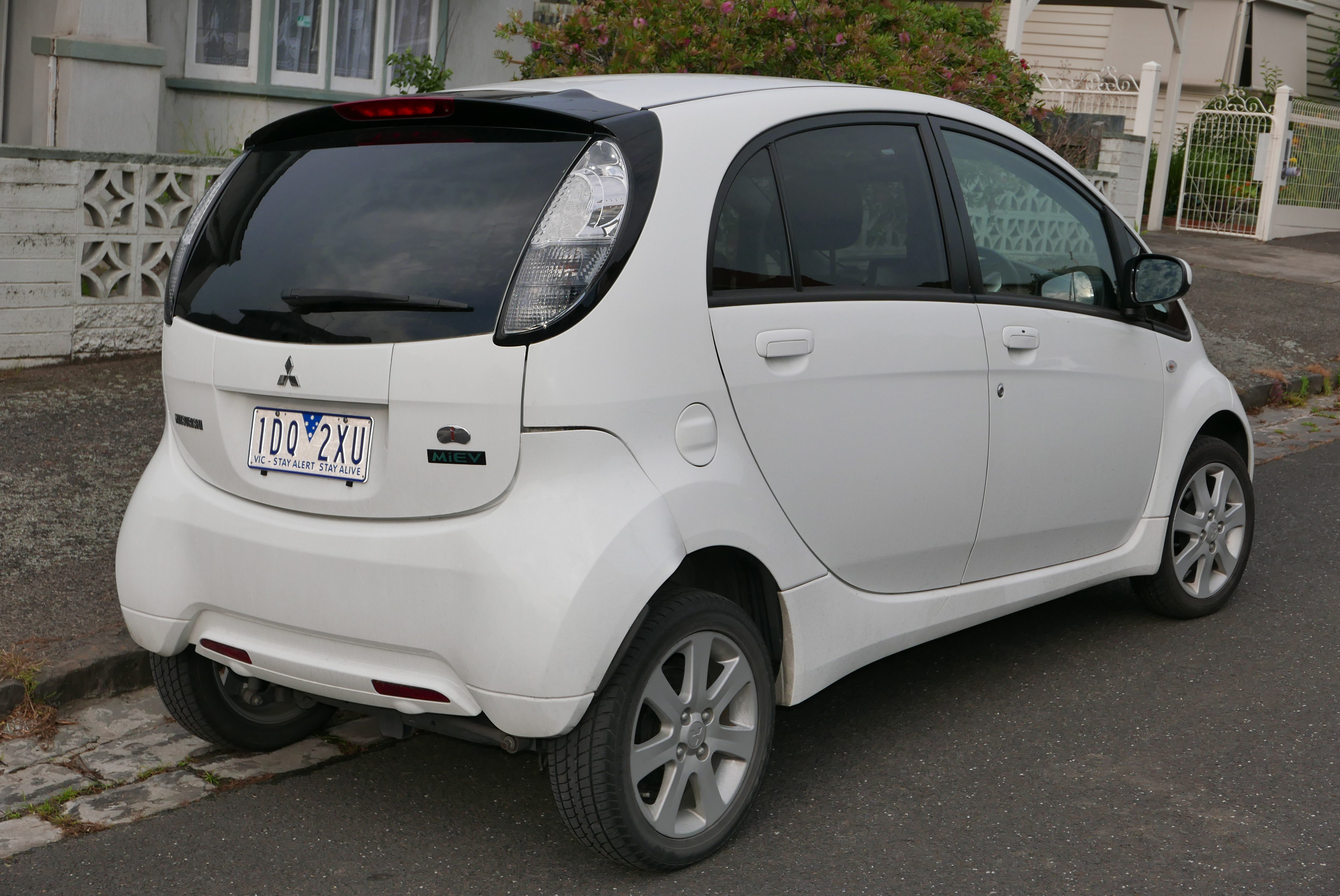
Mitsubishi i-MiEV

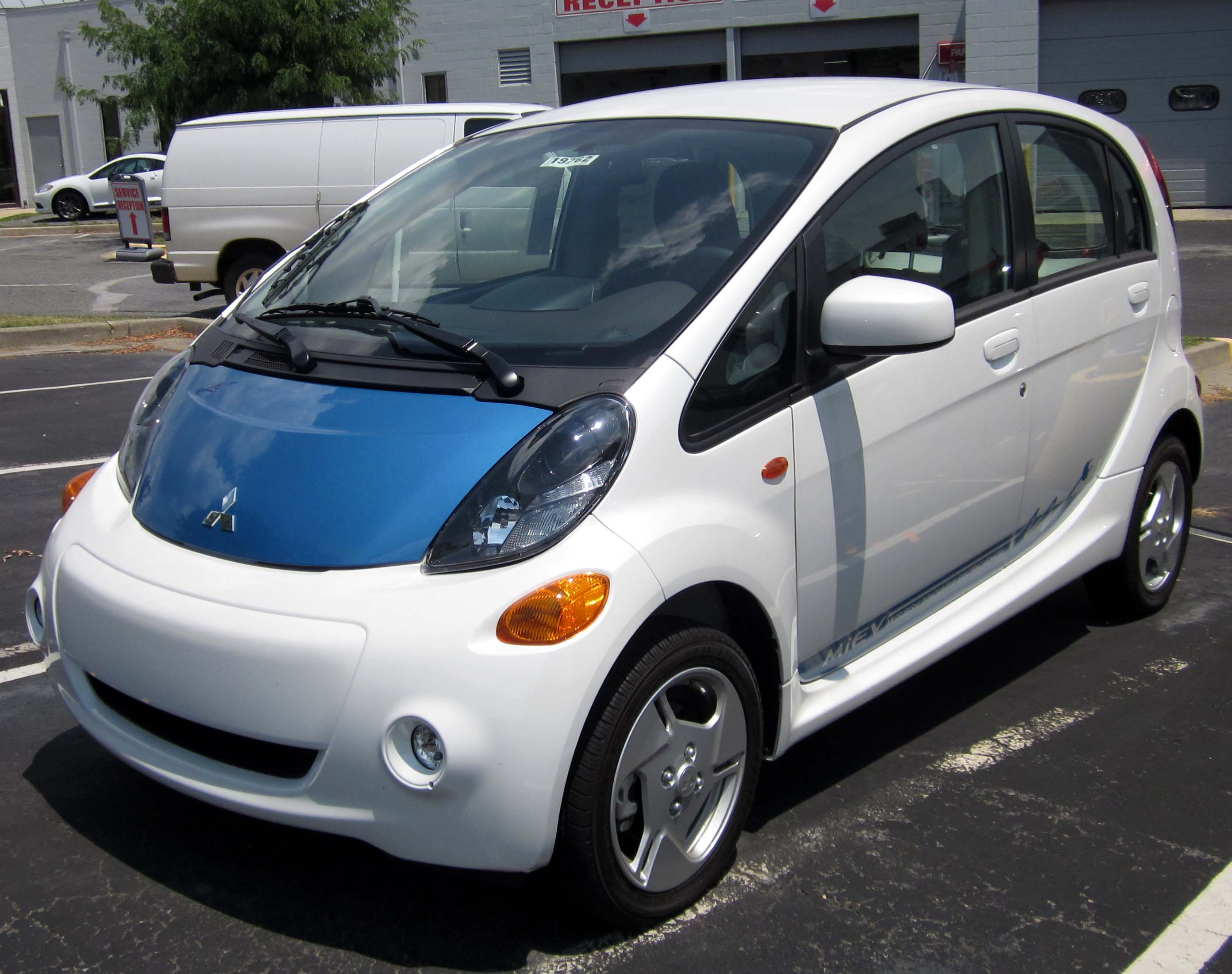
Mitsubishi i (США)

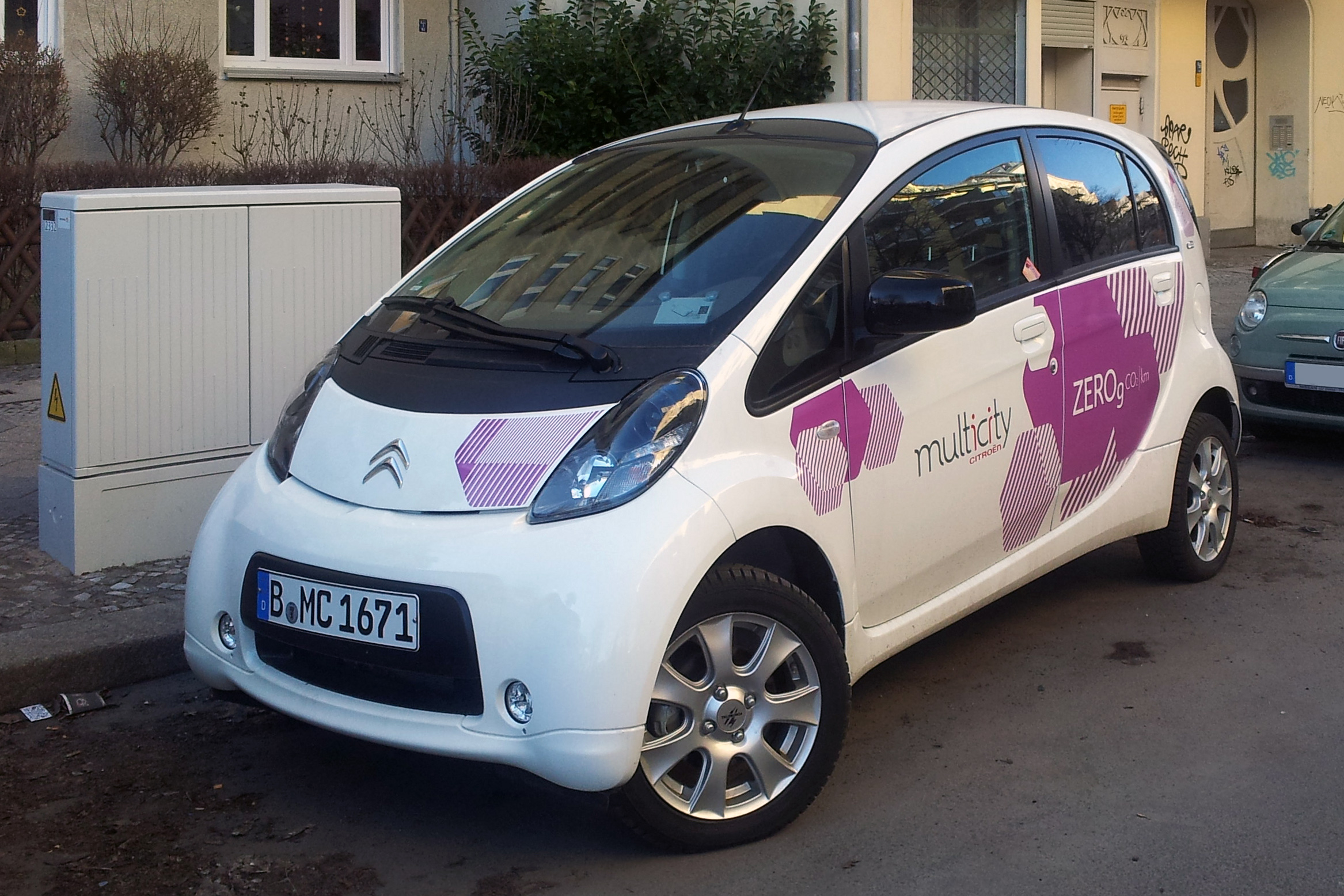
Citroën C-ZERO

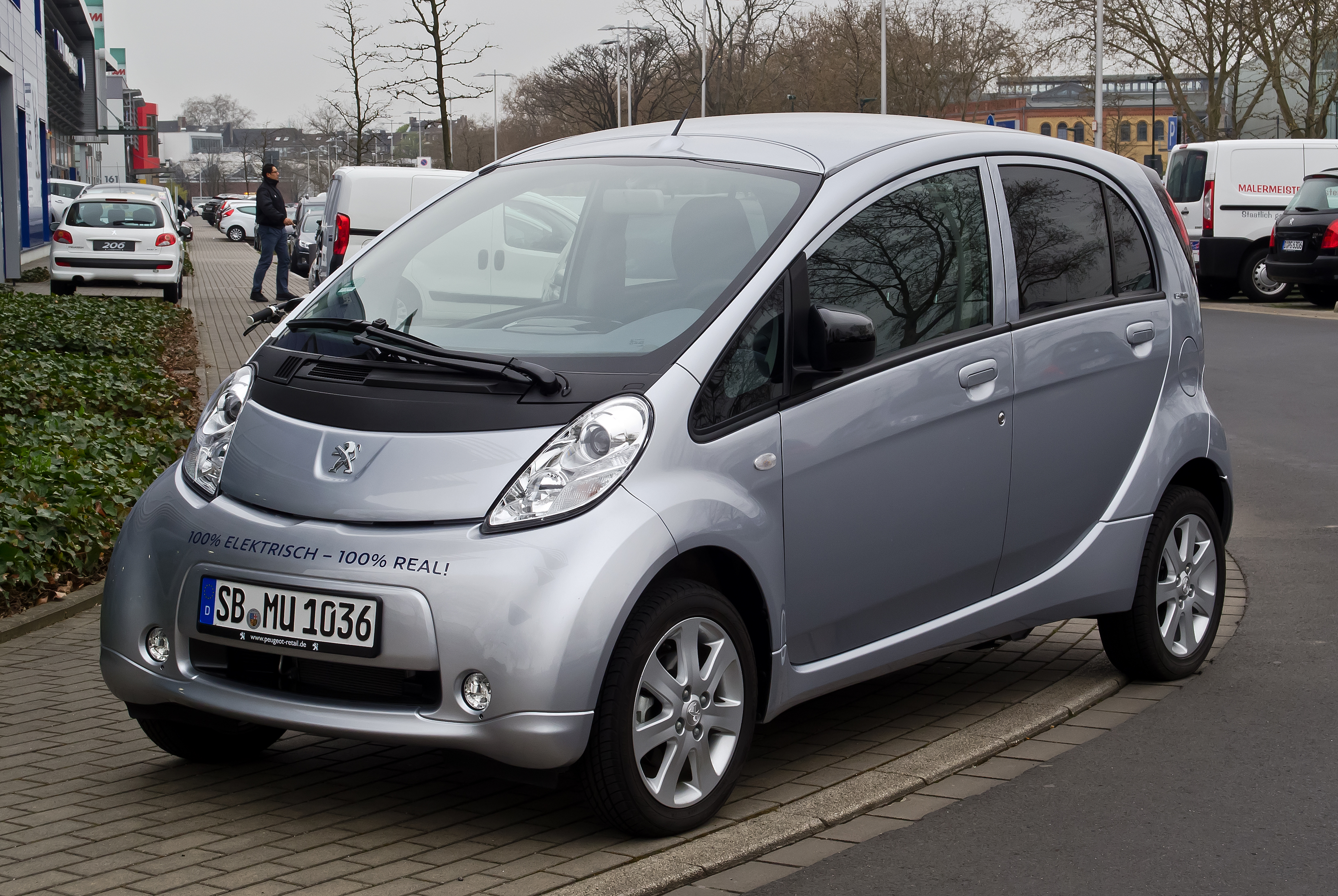
Peugeot iOn

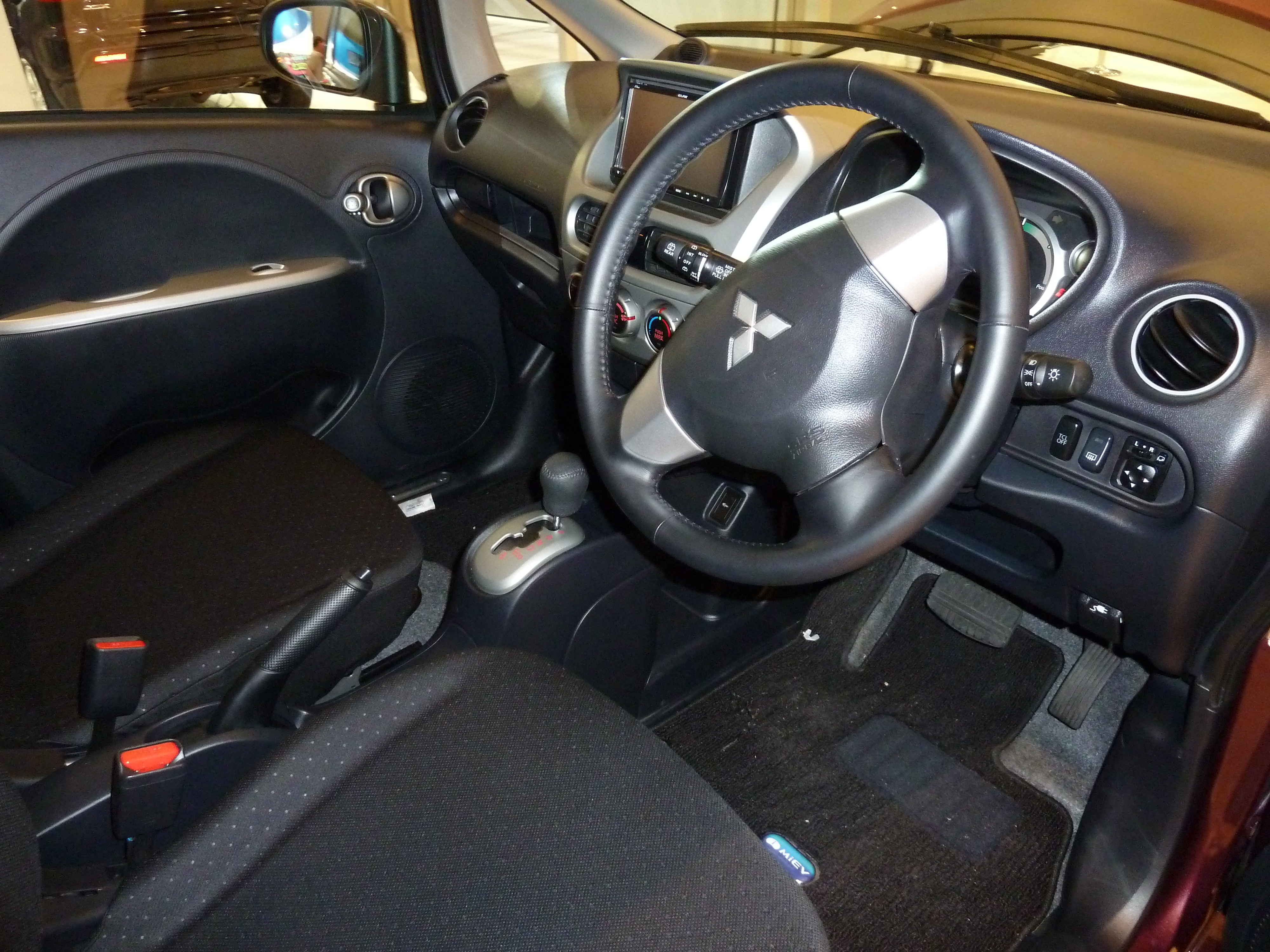
Салон

Електромобіль i-MiEV побудований на базі стандартного бензинового Mitsubishi i, який випускається з 2006 року.
Маса бензинового Mitsubishi i - 900 кг (електрокар на 200 кг важчий). Трициліндровий двигун об'ємом 659 см3 розташований ззаду і розвиває 64 к.с. і 94 Нм. Коробка передач чотириступінчаста автоматична.
Під підлогою електрокара ховається літій-іонна батарея, над задньою провідною віссю електромотор і трансмісія (одноступінчатий понижуючий редуктор з диференціалом), над ними випрямляч і перетворювач. Потужність двигуна - 64 к.с. при 3000-6000 «оборотах», крутний момент - 180 Нм з 0 і до 2000 об/хв. Максимальна швидкість - близько 130 км/год.
Компанія Mitsubishi Motors з липня 2009 по березень 2010 року продала в Японії тільки 1400 електрокарів Mitsubishi i-MiEV і ще 250 автомобілів цієї марки (за цей же термін) на інших ринках - в Гонконзі і Великій Британії. В Америці автомобіль з'явився тільки в 2011 році. Такі низькі продажі були обумовлені високою ціною. Але, враховуючи те, що корпорації Mitsubishi вдалося досягти істотного зниження ціни на свій електромобіль i-MiEV, він став самим доступним в Японії серед моделей подібного класу. Оновлений електрокар Mitsubishi i-MiEV з новою ціною надійде в широкий продаж влітку 2011 року.
Ціна знижена на 2000000 ієн (це близько $25 тис.). Знизити ціну вдалося за рахунок полегшеної літієвої батареї. Нова батарея, може проїхати на одній зарядці 120 кілометрів, це звичайно менше на 40 кілометрів пробігу, ніж у базовій моделі, але ж і ціну вдалося знизити істотно. Mitsubishi вважає, що 120 кілометрів цілком дозволить пересуватися по місту і кілометражу вистачить для поїздки за покупками, на роботу і навіть на поїздку в передмістя.
Початкова ціна становила близько $45 тис., але з урахуванням державних субсидій і з послабленням податками через екологічності електромобіля можна було придбати за ціною близько $ 33 тис. У 2009 році Mitsubishi i-MiEV продавалися тільки юридичним особам і муніципалітетам, а з 2010 року автомобіль став доступний в роздрібному продажі. У 2012 році компанія Mitsubishi Motors планує збільшити виробництво електромобілів Mitsubishi i-MiEV втричі.
В 2011 році Естонія підписала договір з японським конгломератом Mitsubishi про передачу підприємству 10 мільйонів невикористаних квот на викиди СО2 та отримання замість цього 500 електромобілів. Тепер вони використовуються як реклама проекту електрокарів під назвою Elmo, але тільки в теплу пору року.

## Двигун
- двигун на постійних магнітах 63 к.с. 180 Нм, акумулятор 16 кВт*год, дальність ходу на одній зарядці 160 км (Японський цикл), 100 км (США EPA)

## Продажі
До кінця квітня 2019 року сукупні продажі i-MiEV і Minicab MiEV перевищили 31 000 одиниць. Including the rebadged Peugeot iOn and Citroën C-Zero sold in Europe, by the end of February 2018 a total of 46,827 i-MiEV family passenger cars had been sold worldwide since 2009.
У наступній таблиці представлено загальний обсяг роздрібних продажів за роками з моменту початку поставок i-MiEV у липні 2009 року для найбільш продаваних національних ринків за варіантами (Mitsubishi i-MiEV/i, Peugeot iOn і Citroën C-Zero) до червня 2014 року.
| Продажі сімейства Mitsubishi i-MiEV на головних національних ринках з 2009 по червень 2014 р.                              | Продажі сімейства Mitsubishi i-MiEV на головних національних ринках з 2009 по червень 2014 р. | Продажі сімейства Mitsubishi i-MiEV на головних національних ринках з 2009 по червень 2014 р. | Продажі сімейства Mitsubishi i-MiEV на головних національних ринках з 2009 по червень 2014 р. | Продажі сімейства Mitsubishi i-MiEV на головних національних ринках з 2009 по червень 2014 р. | Продажі сімейства Mitsubishi i-MiEV на головних національних ринках з 2009 по червень 2014 р. | Продажі сімейства Mitsubishi i-MiEV на головних національних ринках з 2009 по червень 2014 р. | Продажі сімейства Mitsubishi i-MiEV на головних національних ринках з 2009 по червень 2014 р. | Продажі сімейства Mitsubishi i-MiEV на головних національних ринках з 2009 по червень 2014 р. |
| Країна/регіон | Країна/регіон                                                                                 | Всього                                                                                        | 2014 CYTD(1)                                                                                  | 2013                                                                                          | 2012                                                                                          | 2011                                                                                          | 2010                                                                                          | 2009                                                                                          |
| --- | --------------------------------------------------------------------------------------------- | --------------------------------------------------------------------------------------------- | --------------------------------------------------------------------------------------------- | --------------------------------------------------------------------------------------------- | --------------------------------------------------------------------------------------------- | --------------------------------------------------------------------------------------------- | --------------------------------------------------------------------------------------------- | --------------------------------------------------------------------------------------------- |
| Європейський Союз | C-Zero                                                                                        | 6,127                                                                                         | 464                                                                                           | 651                                                                                           | 3,147                                                                                         | 1,830                                                                                         | 35                                                                                            |                                                                                               |
| Європейський Союз | i-On                                                                                          | 5,774                                                                                         | 269                                                                                           | 455                                                                                           | 3,091                                                                                         | 1,926                                                                                         | 33                                                                                            |                                                                                               |
| Європейський Союз | i-MiEV                                                                                        | 5,583                                                                                         | 341                                                                                           | 901                                                                                           | 1,636                                                                                         | 2,608                                                                                         | 97                                                                                            |                                                                                               |
| Європейський Союз | Всі варіанти                                                                                  | 17,484                                                                                        | 1,074                                                                                         | 2,007                                                                                         | 7,874                                                                                         | 6,364                                                                                         | 165                                                                                           |                                                                                               |
| Японія | i-MiEV(1)                                                                                     | 9,909                                                                                         | 507                                                                                           | 1,491                                                                                         | 2,295                                                                                         | 2,290                                                                                         | 2,340                                                                                         | 986                                                                                           |
| США | i                                                                                             | 1,794                                                                                         | 97                                                                                            | 1,029                                                                                         | 588                                                                                           | 80                                                                                            |                                                                                               |                                                                                               |
| Канада | i-MiEV                                                                                        | 441                                                                                           | 54                                                                                            | 168                                                                                           | 196                                                                                           | 23                                                                                            |                                                                                               |                                                                                               |
| Австралія | i-MiEV                                                                                        | 252                                                                                           | 0(2)                                                                                          | 15                                                                                            | 95                                                                                            | 30                                                                                            | 112                                                                                           |                                                                                               |
| Всього топ ринки | Всього топ ринки                                                                              | 29,880                                                                                        | 1,732                                                                                         | 4,710                                                                                         | 11,048                                                                                        | 8,787                                                                                         | 2,617                                                                                         | 986                                                                                           |
| Примітки: (1) CYTD: продажі з поточного року до червня 2014 року. (2) Більше не доступно в Австралії через низькі продажі. |                                                                                               |                                                                                               |                                                                                               |                                                                                               |                                                                                               |                                                                                               |                                                                                               |                                                                                               |